# Barvaux-Condroz
Pour les articles homonymes, voir Barvaux et Condroz.
Ne doit pas être confondu avec Barvaux-sur-Ourthe.
Barvaux-Condroz (en wallon Barvea-e-Condroz) est une section de la commune belge de Havelange située en région wallonne dans la province de Namur. C'était une commune à part entière avant la fusion des communes de 1977, lors de laquelle les villages de Barvaux-Condroz, Flostoy, Jeneffe, Maffe, Méan, Miécret, Porcheresse, Verlée, ainsi que les hameaux de Bormenville, Failon, Gros-Chêne, de Montegnet et d'Ossogne se rassemblent sous la juridiction administrative de Havelange.

## Démographie baravelloise 1806-1976
La population de Barvaux en Condroz a atteint son maximum en 1880 par 627 habitants. Elle était tombée à 325 habitants en 1976, l'année qui a précédé la fusion de la commune avec celle de Havelange.

## Patrimoine et culture

### Patrimoine architectural et naturel

#### Le château
Le château de Barvaux-Condroz, qui appartient à la famille d'Aspremont Lynden depuis 1680, a été détruit à la fin du XVIIe siècle pour cause de vétusté, avant d'être reconstruit dans un style XVIII vers 1735. Le château a été ravagé en 1940 par un incendie consécutif à l'explosion accidentelle d'un vase d'expansion, ne laissant que les murs extérieurs et le hall d'entrée. Seules les dépendances et la porte qui desservait le pont-levis ne demeure de la construction originale.

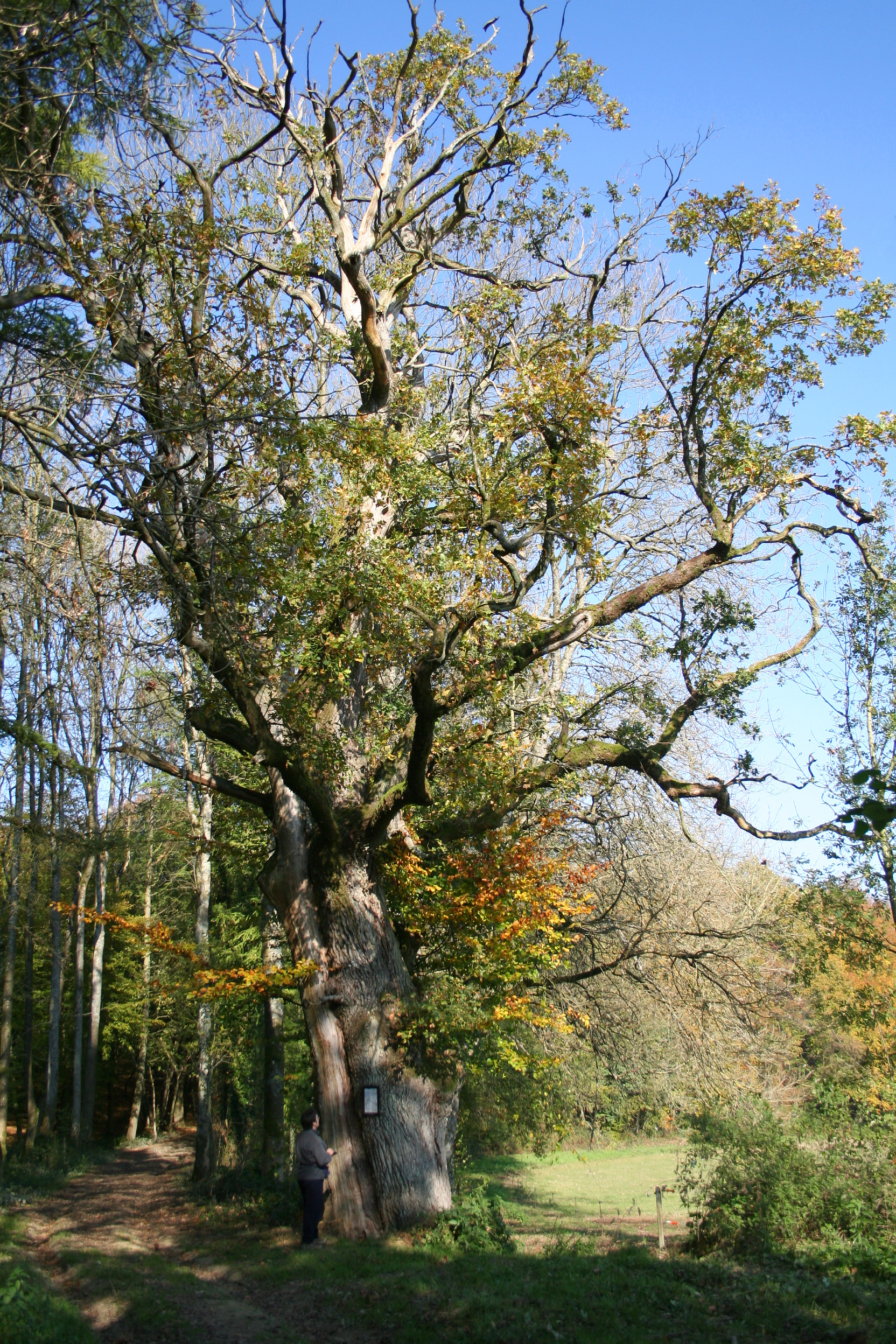
Le « Chêne au Gibet ».

#### Le «Chêne au Gibet»
Le « Chêne au Gibet » est un arbre d'environ 400 ans auquel, autrefois, les personnes condamnées à mort étaient pendues. Il s'agit d'un chêne pédonculé ou quercus robur dont la circonférence mesurée à 1,50 m du sol atteignait 566 cm en 2007. L'arbre et ses alentours sont classés en qualité de patrimoine historique de la Belgique. La « ballade du Chêne au Gibet » est une excursion en destination de cet arbre qui se fait depuis toujours.

### Culture

#### Concours international d'Attelage de Tradition
Le château de Barvaux-Condroz accueille le prestigieux et spectaculaire Concours International d'Attelage de Tradition présente des chevaux, des poneys et des ânes attelés à d'anciennes voitures de la fin XIXe ou le début du XXe siècle, menés par les meneurs et les grooms en grande tenue.

## Enseignement

### L'une des 40 plus belles écoles du monde
L'école communale de Barvaux en Condroz a été classée parmi les 40 plus belles écoles au monde, selon le Huffington Post. Le très ancien bâtiment, qui a toujours été une école, a été rénové en profondeur et élégamment modernisé selon les plans du bureau LRarchitectes, pour y accueillir une septantaine d'élèves de classes maternelles et primaires.